# 圍棋將棋名順訴訟事件
圍棋將棋名順訴訟事件為1737年日本圍棋、將棋界發生的糾紛事件。由於將棋名人伊藤宗看認為圍棋、將棋名順不公平而提出訴訟，最後敗訴。

## 背景
當初制定圍棋、將棋相關制度，使之職業化的德川家康較喜歡圍棋；加上最初身兼圍棋、將棋領頭的本因坊算砂把將棋領頭資格讓予大橋宗桂，使大橋宗桂成為首位將棋名人；因此本因坊家位列首席，且將棋棋士地位較圍棋棋士低。
當時名順、席次以下列方式排列：
1. 圍棋名人（若無名人，則由本因坊家家督代替）
2. 將棋名人
3. 本因坊家家督（在有名人，且名人非本因坊家家督情況下）
4. 圍棋其他三家家督（按照段位排列）
5. 將棋三家家督（按照段位排列）
6. 圍棋四家跡目（按照段位排列）
7. 將棋三家跡目（按照段位排列）

## 經過
由於將棋界此時出現了史上最年輕的名人伊藤宗看，反而圍棋界自本因坊道知名人去世後，陷入低潮時期；伊藤宗看不滿自己位列僅六段的本因坊秀伯之後，因而在1737年五月向主管圍棋、將棋的寺社奉行提出修改名順的訴訟，主張全照段位排序。
此訴訟一出，震撼圍棋界，若訴訟成功將被視為圍棋界的恥辱，愧對祖先。但當時將棋界較為活絡，高段位棋士較多；圍棋界除林因長門入一人為半名人（八段），井上家家督春碩因碩剛升上手（七段），安井家家督春哲仙角僅五段，是為低潮時期。而當時寺社奉行井上正之、牧野貞通、松平信岑、大岡忠相之中，井上正之與松平信岑均受伊藤宗看指導將棋，另有一些富商支持伊藤宗看；當時局勢一面倒的倒向將棋界，為相當危急的局勢。
然而在同年九月，井上正之忽然去世，此訴訟改為大岡忠相審理，由於大岡忠相為保守派，認為不該修改自古流傳下來的規定，因而駁回；伊藤宗看對於判決不服甚至遭到大岡忠相的斥責，最後名順仍維持最初的規定。

## 影響
此事被視作日本圍棋史上的重要事件，若將棋得勢，則圍棋風氣將減，對於圍棋發展極為不利。另外明治時期現代化的棋社方圓社成立，亦發生與圍棋傳統家元間的席次爭論的類似問題。

## 外部連結
- 日本圍棋故事